# Große Seekarspitze
Große Seekarspitze – szczyt w paśmie Karwendel, w Alpach Wschodnich. Leży w Austrii, w kraju związkowym Tyrol, przy granicy z Niemcami. Niedaleko na północ leży niższy Kleine Seekarspitze (2624 m). Szczyty jest dostępny ze schronisk Pleisenhütte i Karwendelhaus.
Pierwszego wejścia, 6 lipca 1870 r., dokonał Hermann von Barth.